# Cleaner (película de 2025)
Cleaner es una  película de acción y suspenso británica de 2025 dirigida por Martin Campbell, escrita por Simon Uttley, Paul Andrew Williams y protagonizada por Daisy Ridley, Taz Skylar y Clive Owen.
La película se estrenó por primera vez en los cines de Estados Unidos el 21 de febrero de 2025, y en el Reino Unido en Sky Cinema el 2 de mayo de 2025.
La película recaudo 1,314,073 Dólares en taquillas.

## Sinopsis
unos activistas toman el control de la gala de una compañía energética, celebrada en One Canada Square, Canary Wharf, Londres, algunos miembros más radicales de su grupo toman rehenes y amenazan con volar el edificio si la policía intervenía, Una exsoldado dada de baja deshonrosamente, pero altamente entrenada, que trabaja como limpiadora de ventanas del edificio, intenta salvar a los rehenes cuando descubre que uno de los rehenes es su hermano mayor.

## Elenco
Daisy Ridley como  Joey Locke
Poppy Townsend White como el joven Joey
Clive Owen como Marcus
Taz Skylar como Noé
Matthew Tuck como Michael Locke, el hermano mayor de Joey.
Flavia Watson como Zee
Ruth Gemmell como Claire
Ray Fearon como Kahn
Rufus Jones como Geoffrey Milton
Richard Hope como Alistair Lawson
Lee Boardman como Gerald Milton

## Producción
La película esta dirigida por Martin Campbell y producida por Anton, con Sebastien Raybaud y Callum Grant como productores.

## Fundición
En mayo de 2023, Daisy Ridley fue confirmada para el papel principal.  Más tarde ese mes, Clive Owen se unió al elenco.  En octubre de 2023, Taz Skylar se unió al elenco.

## Rodaje
Screen Daily informó que la Fotografía principal comenzó en Londres en septiembre de 2023. Las primeras imágenes del rodaje de Ridley en Londres aparecieron en los medios en octubre de 2023.

## Lanzamiento
Sky Original Film adquirió los derechos de la película con planes para un estreno a principios de 2025 en Sky Cinema.  La película se estrenó en Estados Unidos el 21 de febrero de 2025, por Quiver Distribution.

## Recepción
En el sitio web Recopilador de reseñas Rotten Tomatoes, el 51% de las 69 críticas son positivas, con una calificación promedio de 5,6/10. El consenso del sitio web dice: «La acción creíble de Daisy Ridley y la fluida dirección de Martin Campbell evitan que Cleaner sea un desastre, pero este thriller toma prestados demasiados elementos de mejores predecesoras como para tener una identidad propia y refinada». Metacritic, que utiliza una media ponderada, le asigno a la película una puntuación de 52/100, basándose en 16 críticos, lo que indica reseñas «mixtas o regulares».
Frank Scheck de The Hollywood Reporter dio a la película una opinión positiva y escribió:  "El director Campbell claramente sabe cómo manejar este tipo de material, lo que da como resultado algunas secuencias de acción tensas y bien escenificadas que hacen que Cleaner sea razonablemente entretenida para su conciso metraje".
Robert Kojder, de Flickering Myth, calificó la película con un 3/5 y dijo:  "Esta película merece encontrar un público; hace 10 o 15 años, entretenía en los multicines y probablemente obtenía buenos resultados de taquilla. Todo el sistema de Hollywood necesita una limpieza".
Mick LaSalle del San Francisco Chronicle le dio una calificación de 3/4 y escribió: "Cleaner es un thriller bueno, aunque no excelente, al estilo de Duro de matar , que recibe un impulso adicional de la hábil dirección de Campbell y de Ridley, que poco a poco se muestra como una intérprete de amplio alcance y atractivo". 